# Szabó Szabolcs (rajzfilmrendező)
Szabó Szabolcs (Jászjákóhalma, 1927. június 2. – Budapest, 2003. augusztus 30.) Balázs Béla-díjas magyar rajzfilmrendező.

## Életpályája
Szülei Sz. Szabó Jenő gyógyszerész és Bészler Irén (1893–1972) voltak. 1946-1949 között az Iparművészeti Főiskola grafika szakán tanult. 1952-1953 között a Híradó és Dokumentumfilmgyár rajzosztályának kifestője volt. 1953-1958 között rajzolóként dolgozott. 1956-tól – egy év megszakítással – a Pannónia Filmstúdió munkatársa volt; 1958-1964 között tervező, 1964-1988 között rendező. 1982-1983 között Sydneyben a Yoram Gross és Burbank gyermekfilmstúdiókban volt tervező. 1988-ban nyugdíjba vonult.

## Magánélete
1956-ban házasságot kötött Bátai Évával.

## Filmográfia

### Főbb rövid rajzfilmjei
- Erdei sportverseny (1952) fázisrajzolóként
- Kutyakötelesség (1953) fázisrajzolóként
- A két bors ökröcske (1955) tervezőként
- Az okos lány (1955) tervezőként Dargay Attilával
- Egér és oroszlán (1957) tervezőként Várnai Györggyel
- A török és a tehenek (1957) rajzolóként
- A ceruza és a radír (1960) rajzolóként
- Párbaj (1961) rajzolóként
- Az oroszlán, a tulok és a szamár (1963) rendezőként
- A róka és a holló (1964) rendezőként
- Sejtkonyha (1964)
- Tyúkanyó meséi – Jó éjszakát kiscsibék (1979) rendezőként

### Sorozatai
- Artúr, az angyal (1960-1962) rendezőként
- Egy egér naplója (11. rész – 23. rész) (1968) tervezőként
- La Fontaine meséi (1969-1971) háttér- és fázisrajzolóként
- Kukori és Kotkoda (1970-1972) társrendezőként
- Vízipók-csodapók (1976-1984) rendezőként Haui Józseffel és Szombati Szabó Csabával

### Egész estés rajzfilmjei
- Hugó, a víziló (1975) animátorként
- Vízipók-csodapók (1982) rendezőként Haui Józseffel és Szombati Szabó Csabával
- Sherlock Holmes and the Sign of Four (1983) animátorként (Burbank)
- Dot és Muris Füles (Dot and the Bunny, 1983) animátorként (Yoram Gross)
- David Copperfield - TV Movie (1983) animátorként (Burbank)
- Sivatagi kalandok (The Camel Boy, 1984) animátorként (Yoram Gross)

## Képeskönyvei
- Bálint Ágnes: Egy egér naplója (1983, Móra könyvkiadó)
- Bálint Ágnes: Micsoda pók a vízipók (1985, Móra könyvkiadó)
- Bálint Ágnes: Gücülke és cimborái (1989, Polygon kiadó)